# A.C. Perugia Calcio
Perugia Calcio er en italiensk fodboldklub, der har hjemme i den italienske by Perugia i regionen Umbrien. Klubben blev dannet i 1905 og har gennem tiden oplevet store op- og nedture. Man var i Serie A i 1970'erne og omkring årtusindskiftet, men årene har budt på perioder i de fem øverste rækker - blandt andet på grund af økonomiske problemer og konkurser.

De bedste resultater hidtil er en sejr i Intertoto Cuppen i 2003 og en andenplads i Serie A i sæsonen 1978-79.

## Historie
A.C. Perugia blev grundlagt i 1905 med udgangspunkt i idrætsklubben Società Sportiva Braccio Fortebraccio, der havde eksisteret siden 1890.

### Det lokale udgangspunkt
I de første årtier efter oprettelsen deltog klubben i forskellige lokale og regionale turneringer uden at gøre sig gældende på landsplan. Efter indførslen af de nationale ligaer i 1930 blev Perugia placeret i den tredjebedste række.
I 1933 rykkede Perugia op i Serie B, men det blev kun til to sæsoner i den næstbedste række, før man rykkede ned og sank hen i økonomisk dynd. I 1940 måtte man sidde udenfor turneringen af økonomiske årsager, mens den facististiske studenterorganisation Il Gruppo Universitario Fascista tog holdets plads i den fjerdebedste række under navnet G.U.F. Perugia. I 1946 blev holdet placeret i den store Serie B, der blev skabt eftter Anden Verdenskrig, men niveauet var ikke til det.

### Mod de højeste tinder
Først i 1960'erne stabiliserede Perugia sig i Serie C. Herfra gik det raskt imod klubben storhedstid med oprykning til Serie B i 1967 og Serie A i 1975. Det var med spillere som Renato Curi, Franco Vannini, Mario Scarpa og klubbens senere træner Walter Novellino på holdet. I klubbens jubelår ramte tragedien desværre også, da Renato Curi faldt om og døde af et hjerteanfald under en kamp mod Juventus den 30. oktober 1977.
I 1979 fik Perugia sin hidtil bedste placering med en andenplads i Serie A med bl.a. den senere italienske mester og landsholdspiller Salvatore Bagni på midtbanen. Det var overraskende, at lille Perugia klarede sig så godt, men det mest utrolige var, at klubben gik gennem sæsonens 30 kampe med 11 sejre og hele 19 uafgjorte, hvilket gør Perugia til den eneste klub i italiensk fodbolds historie, der er gået ubesejret gennem en sæson uden at vinde mesterskabet.
Storhedstiden sluttede i 1981, hvor man efter en straf på fem point oven på den store Totoneroskandale rykkede ned i Serie B. I 1986 blev Perugia oven i købet tvangsnedrykket til den fjerdebedste række efter igen at have deltaget i aftalt spil og ulovlig betting.

### Den opsigtsvækkende tid under Gaucci
Den kontroversielle forretningsmand Luciano Gaucci købte i 1991 Perugia med klubben på randen af fallit. Gaucci var bl.a. blevet rig på at handle med heste. Under hans ledelse fik klubben atter succes på banen og opmærksomhed uden for Italiens grænser. Gaucci lagde ud med en lyksky affære, da han i 1993 solgte en væddeløbshest til en dommer, der efterfølgende dømte påfaldende til Perugias fordel i en kamp mod Siracusa i Serie C. Perugia fik frataget sin oprykning, og Gaucci fik tre års karantæne. Det holdt dog hverken ham eller klubben tilbage i længere tid.
I 1996 rykkede Perugia op i Serie A for anden gang i klubbens historie. Klubben blev under Gaucci kendt for at gå egne veje på især transfermarkedet. Japanske Hidetoshi Nakata blev en stor succes både på og uden for banen, mens købet af Al-Saadi Muammar Gaddafi, søn af den libiske diktator Muammar Gaddafi, var helt uden sportslig værdi. I 2002 fyrede en vred Gaucci i pressen klubbens sydkoreanske spiller Ahn Jung-hwan, der netop havde med et afgørende mål havde sendt Italien hjem fra VM. Fyringen blev senere trukket tilbage, bl.a. efter pres fra sydkoreanernes træner Guus Hiddink, men Ahn Jung-hwan vendte aldrig tilbage til Italien.
I 1999 ansatte Gaucci som den første klubejer i Italien en kvindelig træner til et professionelt herrehold, da han hyrede Carolina Morace som træner for sin anden klub Viterbese i Serie C. Morace holdt dog kun to kampe. Gaucci flirtede også med idéen om at Perugia skulle være den første klub, der købte en kvindelig spiller til herrerholdet, da han i 2003 forsøgte af overtale den tyske stjerne Birgit Prinz til at tørne ud for Griffene.

### Succes på banen
Efter Perugias standarder opnåede holdet i slutningen af 1990'erne og starten af det nye årtusinde pæn succes. Bl.a. sejrede de på sidste spilledag i sæsonen 1999/2000 1-0 over Juventus og sendte mesterskabet til Lazio.
Med seks sæsoner i træk i den bedste række tangerede man sin hidtidige rekord fra 1970'erne. Med spillere som Fabio Grosso, Manuele Blasi og Mauro Milanese opnåede man i 2002 en fin ottendeplads i Serie A, og året efter triumferede holdet fra Umbrien i UEFA Intertoto Cup med finalesejr over Wolfsburg.

### Nye nedture rammer
Klubbens første europæiske trofæ viste sig også at være kulminationen på en vild og gylden tid. I 2004 ramte nedrykningen, og Perugia har ikke siden været i Serie A. Luciano Gaucci måtte på grund af sine økonomiske ulovligheder flygte fra myndighederne, og i 2005 gik hans klub konkurs. En æra, der huskes overalt i Italien, var forbi. Perugia gik igen konkurs i 2010, og selvom den efterfølgende årti bød på flere sæsoner i Serie B, var man langt fra fortidens kampe på øverste hylde.

## Stadion
Perugia spiller på Stadio Renato Curi, der er opkaldt efter spilleren, der døde af et hjerteanfald under en kamp i 1977. Stadion blev bygget i 1974 og ligger i et nyere idrætsområde øst for den gamle bykerne. Der er plads til 28.000 tilskuere. Tidligere spillede klubben på Stadio Santa Giuliana lige syd for centrum.

## Kendte spillere gennem tiden
- Paolo Sollier
- Fabrizio Ravanelli
- Angelo Di Livio
- Paolo Sollier
- Dante Fortini
- Pierluigi Frosio
- Gennaro Gattuso
- Armando Serlupini
- Marco Negri
- Hidetoshi Nakata
- Marco Materazzi
- Fabio Grosso
- Michele Nappi

## Danske spillere
- Thomas Thorninger